# Разура
Ра̀зура (на италиански: Rasura, на западноломбардски: Rèsüra, Резюра) е село и община в Северна Италия, провинция Сондрио, регион Ломбардия. Разположено е на 762 m надморска височина. Населението на общината е 297 души (към 2010 г.).